# Chiesa di Santa Maria Maddalena (Volpago del Montello)
La chiesa di Santa Maria Maddalena è la parrocchiale di Volpago del Montello, in provincia e diocesi di Treviso; fa parte del vicariato di Nervesa della Battaglia.

## Storia
La prima citazione della pieve di Volpago del Montello è da ricercarsi in un diploma di Ottone III risalente all'anno 886; la pieve venne nuovamente menzionata nella bolla di papa Eugenio III datata 3 maggio 1152.
Nel 1686 il vescovo di Treviso Giovanni Battista Sanudo, compiendo la sua visita pastorale, conferì alla chiesa di Volpago il titolo di arcipretale; siffatto titolo venne confermato in un atto datato 29 marzo 1698.
Nel frattempo, nel 1691 la chiesa era stata ristrutturata; il 5 settembre 1776 il titolo di arcipretale venne confermato definitivamente e nel 1827 l'edificio fu oggetto di un restauro.
Nella Pasqua del 1847 il soffitto dell'edificio crollò; in seguito a tal fatto si decise di demolirla e di far sorgere al suo posto all'attuale parrocchiale, progettata da Luigi Benini e consacrata nel 1858.
Nel 1863 venne completato il pavimento, opera di 
Giovanni Battista Donanzan.
Nel 1870 fu costruita la nuova facciata, disegnata Giovanni Fiorentin; nel 1877 venne pure eretto a delimitare il sagrato e l'antico camposanto un muro di cinta dotato di tre ingressi, a partire dal 1886 chiusi da altrettanti cancelli in ferro.
Nel 1902 la campana maggiore si ruppe e, con l'occasione, anche le altre vennero sostituite da tre nuove campane fuse sempre nel 1902 ed alloggiate nella nuova cella della torre realizzata all'uopo.
Nel 1935 fu costruito attorno all'abside un nuovo corpo, progettato da Fausto Scudo, per ospitare alcune cappelle, un magazzino e un'aula per il catechismo.
Nel 1972 il tetto della chiesa venne restaurato e le campane furono sistemate in modo da avere un movimento all'ambrosiana anziché a slancio tradizionale.
Inoltre, tra la fine del XX secolo e gli anni duemiladieci, l'edificio venne ristrutturato e consolidato diverse volte.

## Descrizione

### Facciata

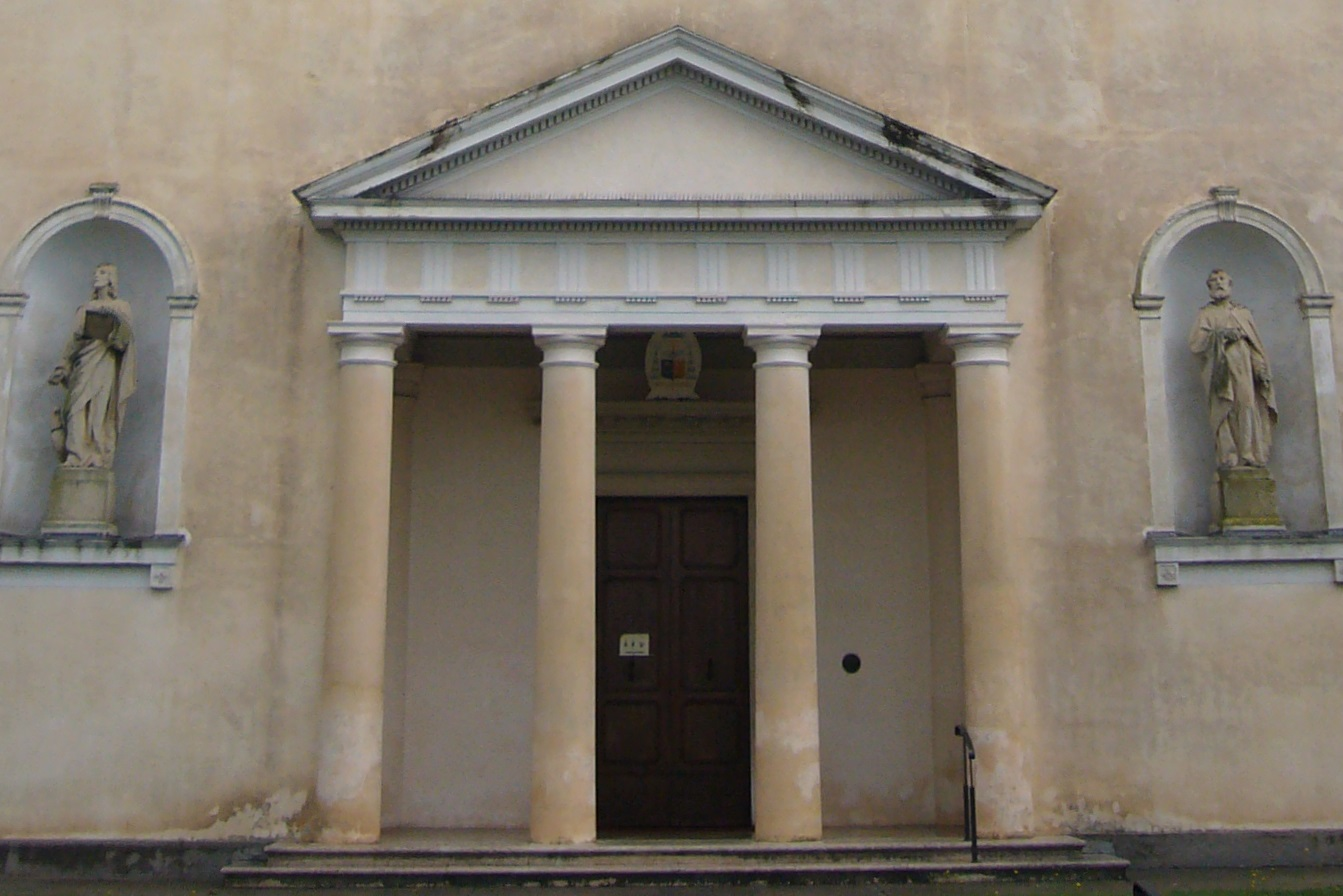
Il pronao

La facciata della chiesa, che è preceduta da un pronao classico tetrastilo le cui colonne sorreggono la trabeazione e il frontone di forma triangolare, presenta cinque nicchie ospitanti altrettante statue, di cui una seicentesca raffigurante la Vergine Assunta ed altre scolpite forse dal Sartor. A coronare la struttura è il timpano al centro del quale s'apre un oculo con dentro una croce. 

### Interno
L'interno è costituito da un'unica navata voltata a botte e scandita da lesene sopra le quali è presente la trabeazione a conclusione della quale v'è una cornice dentellata, sulle cui pareti si aprono delle grandi finestre termali e tre finestre semicircolari.
Opere di pregio qui conservate sono alcune tele di Giuseppe De Lorenzi, il dipinto del soffitto raffigurante il Giudizio Universale, eseguito da Eugenio Moretti Larese, l'organo ottocentesco, il coro in noce e l'altare maggiore, proveniente dalla certosa di San Girolamo sul Montello ed impreziosito da una statua avente come soggetto San Paolo, scolpita dal Torretti.